# Municipio de Prairie View (Kansas)
El municipio de Prairie View (en inglés: Prairie View Township) es un municipio ubicado en el condado de Phillips en el estado estadounidense de Kansas. En el año 2010 tenía una población de 200 habitantes y una densidad poblacional de 2,17 personas por km².

## Geografía
El municipio de Prairie View se encuentra ubicado en las coordenadas 39°53′44″N 99°33′38″O / 39.89556, -99.56056. Según la Oficina del Censo de los Estados Unidos, el municipio tiene una superficie total de 92.17 km², de la cual 92,05 km² corresponden a tierra firme y (0,13 %) 0,12 km² es agua.

## Demografía
Según el censo de 2010, había 200 personas residiendo en el municipio de Prairie View. La densidad de población era de 2,17 hab./km². De los 200 habitantes, el municipio de Prairie View estaba compuesto por el 97 % blancos y el 3 % eran de una mezcla de razas. Del total de la población el 0,5 % eran hispanos o latinos de cualquier raza.